# ЮКОС
«Ю́кос» («НК ЮКОС») — колишня провідна російська нафтова компанія, на 2003 р за оцінками експертів — четверта світова нафтодобувна компанія. У 2003 р. компанія була примусово збанкручена російським урядом, а її майно та активи були незаконно відняті та привласнені російськими урядовцями та членами клану Путіна (поглинені державною російською компанією «Роснефть»). Міжнародний третейський арбітражний суд в Гаазі оцінив на 1 січня 2015 втрати акціонерів ЮКОСу від афери з його примусовим «відчуженням» в $50 млрд. та зобов'язав Російську Федерацію сплатити позивачам цю суму та набігаючі за затримку з її сплатою з моменту рішення відсотки.

## Історія
Створена в 1993 році. Об'єднала велике нафтодобувне підприємство «Юганськнефтегаз», розташоване в Ханти-Мансійському автономному окрузі, три нафтопереробних заводи в Самарській області і підприємства збуту нафтопродуктів у восьми регіонах Росії. У 1995 році до складу ЮКОСу увійшло об'єднання «Самаранефтегаз», нові збутові підприємства, ряд науково-дослідних інститутів. Наприкінці 1997 року ЮКОС, заплативши понад $1 млрд дол. став власником контрольного пакету акцій «Східної нафтової компанії», що об'єднує 12 підприємств в центрі Сибіру. У 2000 році ЮКОС придбав 68 % акцій «Східно-Сибірської нафтогазової компанії», що розробляє перспективну Юрубченську дільницю Юрубчено-Тохомської нафтогазоносної зони в Красноярському краї. У 2001 році ЮКОС став власником «Ангарської нафтохімічної компанії» в Іркутській області.
На початку 2003 р. почався процес злиття «ЮКОСа» та «Сибнефти», не завершений внаслідок т.зв. «справи ЮКОСа».

## Характеристика
У 2003 р. «ЮКОС» видобув 80,7 млн тонн і переробив 30,7 млн тонн нафти.
Основні акціонери НК «ЮКОС» володіли нею через зареєстровану у офшорі холдингову компанію Group MENATEP (на 2006 р. їй належало 61 % акцій «ЮКОСа»). Власником НК «ЮКОС» був Михайло Ходорковський.

## Технологія розробки
ЮКОС, який було створено 1993 року, рішенням російського суду було визнано банкрутом 1 серпня 2006 року. Його засновник Ходорковський Михайло, обвинувачений за шістьома статтями кримінального кодексу РФ, до помилування у грудні 2013 відбував восьмирічне ув'язнення. Зокрема, його обвинуватили в шахрайстві, ухиленні від сплати податків фізичною особою і розтраті (привласненні) чужого майна.
У 2003 році капіталізація ЮКОСу становила близько $30 млрд. Власника компанії заарештували у 2005 році, а в лютому 2007 р. Ходорковському було висунуто нові обвинувачення.
Компанію ЮКОС, яку визнали банкрутом, ліквідовано остаточно — її було виключено з єдиного російського держреєстру юридичних осіб. Свідоцтво про внесення відповідного запису 22 листопада одержав конкурсний керівник ЮКОСу Едуард Ребгун.
Конкурсне провадження, яке тривало 15 місяців, суд завершив 12 листопада і зобов'язав ліквідувати компанію. Наступного дня після рішення арбітражу біржа РТС призупинила торги акціями ЮКОСу. До цього було розпродано все майно компанії. Загалом прибуток на торгах склав понад $32 млрд. Кредитори недоотримали щонайменше $3 млрд.